# Charles Gérard
Charles Gérard született Gérard Adjémian (Isztambul, Törökország, 1922. december 1. – Párizs, 2019. szeptember 19.) örmény származású francia színész.
1957 óta több mint ötven filmben szerepelt. Számos filmben dolgozott együtt Claude Lelouch filmrendezővel. Jean-Paul Belmondohoz hatvanéves barátság fűzte.

## Filmjei
Színészként
- A csibész (Le Voyou) (1970)
- Smic Smac Smoc (1971)
- L'aventure, c'est l'aventure (1972)
- Boldog új évet! (La bonne année) (1973)
- Egy szabad ember (Un homme libre) (19)
- Vadnyugat (Le Far-West) (1973)
- Egy egész élet (Toute une vie) (1974)
- A javíthatatlan (L'incorrigible) (1975)
- Ellenségem holtteste (Le corps de mon ennemi) (1976)
- A játékszer (Le jouet) (1976)
- Az állat (L'animal) (1977)
- Jómadarak (Les ringards) (1978)
- Zsaru vagy csirkefogó? (Flic ou voyou) (1979)
- Szabadlábon Velencében (Le guignolo) (1980)
- Egyesek és mások (Les uns et les autres) (1981)
- Talpig olajban (Pétrole! Pétrole!) (1981)
- Edith és Marcel (Édith et Marcel) (1983)
- Éljen az élet (Viva la vie) (1984)
- La smala (1984)
- Elmenni, visszajönni (Partir, revenir) (1985)
- Egy férfi és egy nő 20 év múlva (Un homme et une femme, 20 ans déjà) (1986)
- Attention bandits! (1986)
- Vágyrajárók (Club de rencontres) (1987)
- Vannak napok... és vannak holdak (Il y a des jours... et des lunes) (1990)
- Szép história (La belle histoire) (1992)
- Tout ça... pour ça! (1993)
- Hasards ou coïncidences  (1998)
- Le genre humain - 1ère partie: Les Parisiens (2004)
- Szeretni bátorság (Le courage d'aimer) (2005)
- Egy ember és kutyája (Un homme et son chien) (2008)
- A két mesterlövész (Les infidèles) (2012)
- La dernière leçon (2015)